# مواد وسلع شبه مصنعة
المواد والسلع شبه المصنعة أو السلع نصف المصنعة (بالإنجليزية: Semi-finished Goods)‏ هي مواد خام معالجة ليس بهدف الإستهلاك النهائي ولكن كمدخلات لإنتاج سلع أخرى، كما قد تُسمى (السلع الوسيطة أو البضائع الوسيطة (بالإنجليزية: intermediate goods)). من الأمثلة على المواد والسلع شبه المصنعة : سبائك الألومنيوم لصناعة السيارات والطحين لصنع الخبز. المواد والسلع شبه المصنعة لها قيمة مضافة أقل من المنتج النهائي، ذلك يرجع لأنه لا يمكن استخدامها مباشرة، ولكن يجب على الشركة معالجتها أولاً لتصبح سلعًا تامة الصنع. قد تصنع الشركة السلع الوسيطة ثم تستخدمها، أو تصنعها ثم تبيعها، أو تشتريها ثم تستخدمها.
تعريف آخر للمواد النصف مصنعة: هي مواد محولة جزئيا، تستعملها صناعات أخرى لانتاج اما مواد تجهزية كالالات وغيرها أو مواد استهلاكية.

## الفرق بين السلع الوسيطة والسلع الرأسمالية والسلع الاستهلاكية
السلع شبه المصنعة هي مواد أو مكونات المنتج النهائي، قد تتكون من مواد خام أو سلع نصف مصنعة أخرى، ولا يمكن للمستهلكين استهلاكها مباشرة ولكن يجب معالجتها أولاً، ومن يتعامل بها ليسوا مستهلكين ولا بائعين بل هم عادة شركات. (مثال سبائك الألومنيوم).
السلع الاستهلاكية هي المنتج النهائي، ويستخدمه المستهلكون لتلبية احتياجاتهم اليومية دون الحاجة إلى مزيد من المعالجة، والبائع هنا هو الشركة بينما المشتري هو المستهلك النهائي. (مثال على ذلك هو السيارة التي تم تصنيعها من سبائك الألومنيوم).
السلع الرأسمالية هي سلع من صنع الإنسان للمساعدة في عملية الإنتاج، وهي لا تشكل مكونًا ولا تصبح جزءًا من منتج، . (مثال على ذلك روبوتات الأتمتة في مصانع السيارات، فتلك الروبوتات تؤدي وظائف مثل الطلاء واللحام وأعمال خط التجميع ولكنها لا تشكل جزءًا من السيارة النهائية) وتحدث معاملات السلع الرأسمالية بين الشركات، على سبيل المثال، يشتري مُصنع السيارات روبوتًا من شركة أخرى.

## أمثلة على البضائع نصف المصنعة
قد تأتي البضائع شبه المصنعة من داخل الشركة ذات المنتج النهائي، على سبيل المثال، افترض أن شركة تصنيع سيارات لديها شركة فرعية تنتج السبائك المعدنية، ثم ترسله الشركة الفرعية إلى منشأة إنتاج السيارات لاستخدامها كمواد لأطواق (جنوط) إطارات السيارات، وهذا مثال على التكامل الرأسي في الصناعة. وفي الوقت نفسه تشتري العديد من الشركات الصناعية من موردين آخرين لا يخضعون لملكيتهم، وهذه الممارسة الأكثر شيوعًا.
علاوة على ذلك، قد تتطلب معالجة السلع الوسيطة سلسلة إنتاج أطول، قد تستخدم الشركات السلع نصف المصنعة لصنع سلع نصف مصنعة أخرى، على سبيل المثال، تنتج الشركة سبائك النيكل (nickel ingots) لإنتاج الفولاذ المقاوم للصدأ، وسبائك النيكل عبارة عن سلع وسيطة (نصف مصنعة) تحتوي على مواد خام مشتقة من خام النيكل. وبالمثل، يعتبر الفولاذ المقاوم للصدأ عنصرًا وسيطًا (نصف مصنع) للمنتجات النهائية مثل السيارات والأدوات الجراحية وآلات الإنتاج.

### هناك أمثلة مختلفة للسلع الوسيطة (السلع نصف المصنعة) التي يمكن أن تجدها من حولك، بما في ذلك
- ألواح خشبية لصناعة الأثاث والمفروشات، المادة الخام للألواح الخشبية هي جذوع الأشجار.
- زجاج لإنتاج النوافذ، والمادة الخام للزجاج هي رمال السيليكا.
- الذهب والفضة لصنع الزينة والمفروشات المنزلية والمجوهرات، المواد هي من خام الذهب وخام الفضة.
- زيت النخيل الخام لإنتاج زيت الطهي، المادة الخام فاكهة النخيل.[1]

## المواد والسلع شبه المصنعة في حساب الناتج المحلي الإجمالي
لا يتم احتساب السلع الوسيطة في الناتج المحلي الإجمالي لبلد ما، لأن ذلك يعني الحساب المزدوج، حيث يجب احتساب المنتج النهائي فقط ويتم تضمين قيمة السلعة الوسيطة في قيمة السلعة النهائية، قد يكون استخدام مصطلح «السلع الوسيطة» مضللًا بعض الشيء، حيث أن حوالي نصف قيمة المدخلات الوسيطة في الاقتصادات المتقدمة تتكون
من الخدمات.
يوضح لك الناتج المحلي الإجمالي القيمة النقدية للمنتج النهائي الذي أُنتج في الاقتصاد. وعند الحساب، نستبعد البضائع نصف المصنعة لتجنب الحساب المزدوج، ويرجع ذلك لأن قيمة المنتج النهائي تحتوي على قيمة جميع المدخلات، بما في ذلك السلع الوسيطة (نصف المصنعة). وبالتالي، إذا جُمعت القيمة النهائية لكل سلعة وسيطة، فسيكون الناتج المحلي الإجمالي المحسوب عبارة عن قيمة خاطئة.
خذ مثالاً بسيطا لشرح ذلك.، لنفترض أن الناتج المحلي الإجمالي يتكون فقط من منتجات الخبز، ولإنتاجه فإنه يتضمن العمليات التالية:
- يبيع المزارع القمح للمصنع مقابل 1000 دولار، لأنه في بداية سلسلة القيمة، إذن ينتج المزارعون قيمة مضافة قدرها 1000 دولار.
- يقوم المصنع بمعالجة القمح لإنتاج الدقيق، وهو عنصر وسيط (نصف مُصنع) لإنتاج الخبز، ويبيع المصنع الدقيق لمنتجي الخبز مقابل 1500 دولار، وبالتالي فإن المصنع يولد قيمة مضافة قدرها 500 دولار (1500 دولار - 1000).
- الخبز هو العنصر الأخير ويباع مباشرة للمستهلكين، ويشتري منتجي الخبز الدقيق من المصانع ويستخدمونه لصنع الخبز، ثم يبيع المنتجون الخبز للمستهلك النهائي مقابل 1700 دولار، والقيمة المضافة في هذه المرحلة هي 200 دولار (1700 دولار - 1500).

من المثال أعلاه، قيمة الناتج المحلي الإجمالي تساوي 1700 دولار، وهي القيمة النقدية للمنتج النهائي وهو (الخبز).
إذا جمعت قيمة كل عنصر (القمح والدقيق والخبز)، فسيتم احتساب قيمته مرتين، في هذه الحالة تحصل على الرقم 4200 دولار (1000 دولار + 1500 دولار + 1700 دولار). وبهذا يكون حساب الناتج المحلي الإجمالي الخاص بك خاطئ.
على سبيل المثال، القيمة النهائية للخبز هي 1700 دولار، يحتوي على دقيق بقيمة 1500 دولار لأن المخبز في الواقع يضيف قيمة 200 دولار فقط.
لحل هذه المشكلة، يمكنك استخدام نهج القيمة المضافة لحساب الناتج المحلي الإجمالي، وفي هذه الحالة، تضيف القيمة المضافة في كل سلسلة إنتاج وهي القمح مقابل 1000 دولار، والدقيق مقابل 500 دولار، والخبز مقابل 200 دولار، فتكون النتيجة النهائية هي 1700 دولار (1000 دولار + 500 دولار + 200 دولار)، وهي نفس القيمة النهائية للخبز وهذه هي الطريقة الصحيحة.